# Atlas Caballito
Atlas Caballito (ex Cinépolis Caballito y Village Caballito) es un centro comercial y complejo de salas cinematográficas de la cadena Atlas Entertainment en la ciudad de Buenos Aires. Se encuentra en el barrio de Caballito, cerca del importante cruce de las avenidas Acoyte y Rivadavia.
El edificio fue proyectado en 2004 por el estudio de arquitectura Bodas-Miani-Anger y Asociados, quien ya había realizado otros complejos para Village Cines en el barrio de Recoleta, denominado Recoleta Mall en el año 1999 y en las ciudades de Avellaneda (1999), Rosario y Mendoza (2006). Village Caballito se inauguró el 7 de diciembre de 2005, y contaba con tres subsuelos de estacionamiento para vehículos, planta baja con dos grandes locales comerciales, seis niveles que suman nueve salas de proyección, un patio de comidas y en el año 2015 en el segundo piso se inauguró el mini patio de juegos de la empresa que nació en el Nine Shopping de Moreno llamada Jungle Game
El complejo significó el comienzo de una revalorización comercial de la zona donde fue construido, ya que representa un polo de atracción considerable, compitiendo incluso con el centro comercial del barrio, Caballito Shopping. Rápidamente se transformó en un núcleo que atrae especialmente a familias y adolescentes, que suelen concentrarse en el acceso al edificio en gran número.
El Cinépolis Caballito compartía la estética postmoderna y lúdica de los otros complejos diseñados por Bodas-Miani-Anger para Village Cines. Su fachada era una imponente estructura de hormigón visto adornado con un diseño abstracto y el inmenso logo de la cadena, y una franja central vidriada, que permite la conexión visual entre la avenida y los sucesivos niveles de acceso a las salas. Los interiores estaban decorados con una cargada ornamentación de tonos cálidos y oscuros, donde se combinan principalmente el granate y un violeta oscuro y motivos de estrellas, en alfombrados y paredes. Los pisos superiores tenían acceso mediante escaleras mecánicas y ascensores, y todos balconeaban al acceso en la planta baja.
En el primer piso se encuentra el patio de comidas, y las 12 ventanillas de la boletería, en el segundo esta el mini patio de juegos y la sala 1, en el tercero las salas 2, 3 y 4, en el cuarto está la 5, en el quinto las salas 6, 7 y 8, y en el sexto piso la sala 9. Cada nivel cuenta además con un candy bar (venta de golosinas). La sala 7 es la más grande (400 butacas) y posee un sistema de sonido Dolby Digital. En 2020, Village cambió de nombre a Cinépolis. 
En 2021, Cinépolis no renovó su alquiler de las salas de cine, quedando en desuso. En 2022, Atlas Cines se hizo con el uso y nombre del predio de las salas de cine.

## Servicios
| Local            | Logo | Ubicación                                    |
| ---------------- | ---- | -------------------------------------------- |
| Sanitarios       |      | Primer piso                                  |
| Patio de comidas |      | Primer piso                                  |
| Jungle Game      |      | Entre piso                                   |
| Salas de cines   |      | Segundo, tercer, cuarto, quinto y sexto piso |